# Спирово (деревня, Спировский район)
Спирово — деревня в Спировском районе Тверской области.

## География
Находится в центральной части Тверской области у северной окраины районного центра поселка Спирово.

## История
Деревня была отмечена как Спирова ещё на карте 1825 года. В 1859 году здесь (деревня Вышневолоцкого уезда) было учтено 40 дворов. До 2021 года входила в состав Пеньковского сельского поселения Спировского района до его упразднения.

## Население
Численность населения: 213 человек (1859 год), 606 (русские 87 %, карелы 8 %) в 2002 году, 552 в 2010.